# O rzeźbiarzach florenckich dziś żyjących
O rzeźbiarzach florenckich dziś żyjących – artykuł Cypriana Kamila Norwida z 1845 na temat współczesnych mu rzeźbiarzy florenckich.

## O utworze
Tekst stanowi jedyny dowód zainteresowań rzeźbiarskich Norwida z czasów jego pobytu we Florencji w latach 1843–1844. Bohaterów swego tekstu autor znał osobiście (Bartolini, Santarelli, Costoli, Dupré, Fedi), a u Pampaloniego nawet studiował. Tekst powstał w czasie pobytu Norwida w Rzymie a więc pomiędzy lutym a kwietniem 1845. Praca została przepisana przynajmniej w trzech egzemplarzach. Jeden został przekazany na ręce Klementyny z Tańskich Hoffmanowej, drugi przesłany bratu Ksaweremu do Warszawy, a trzeci na adres Biblioteki Warszawskiej. Drukiem ukazał się w 1908 w numerze 23-24  Świata  staraniem Józefa Jankowskiego pod tytułem Z teki pośmiertnej C. N.

## Treść
Norwid wychodzi z założenia, że sąd o współczesnych artystach można sobie wyrobić dopiero na tle ich przeszłości, dlatego kreśli zarys historii szkoły florenckiej. Wywodzi ją od Giotta, z którego twórczości wyrastają Pisano, Ghiberti i Donatello. Po nich przychodzi Cellini, który sztukę dotąd religijną swym Perseuszem, przekształca w świecką. Tracą na duchowości rzeźba zyskuje na wykwincie. Wreszcie pojawia się Michał Anioł, który zamyka historię tej chrześcijańskiej szkoły, stając się jej zwieńczeniem. Odtąd następuje upadek. Jedni, jak Bandinelli, idą w kolosalność, inni, jak Jan Bologna, sięgają po wzory starożytnych. Bernini odrzuca wszystko, trwoniąc swój talent dla kaprysu. Odnowę teoretyczną przynosi Winckelmann, a za nim następuje Canova i Thorvaldsen, zdążając ku oswobodzeniu sztuki. I to jest jeden z nurtów współczesnej Norwidowi rzeźby florenckiej. Drugi zwraca się ku szkole starotoskańskiej Giotta, dla prostoty rysunku zwany jest szkołą purystów.
Do pierwszego nurtu należy profesor Bartolini, klasyk skłaniający się ku purystom w nauczaniu akademickim. Jego najsłynniejszym dziełem jest grupa trojańska przedstawiająca Neoptelema roztrzaskującego dziecko na oczach matki. Sławna jest również jego alegoria, w której Zbytek-Bachus leży upojony winem, Amor go pociesza a Talent odszedł na stronę. Do szkoły tej zalicza się również Santarelli autor sugestywnego posągu Michała Anioła. Należy tu również profesor Costolli, autor wspaniałej płaskorzeźby przedstawiającej Chrystusa oddzielającego to co Boskie od tego co cesarskie. Profesor Ludwik Pampaloni, twórca Modlącego się dziecka oraz potężnych posągów Brunelleschiego i Lapa na placu katedralnym, zajmuje miejsce pośrednie pomiędzy obydwoma kierunkami. Do drugiego nurtu należą zaś młody profesor Dupré, autor rzeźb Kain i Abel, które cieszyły się wielkim powodzeniem na wystawie w 1843 i Pio Fedi, twórca świętego Sebastiana, który obecnie pracuje nad pomnikiem Nicoli Pisana.

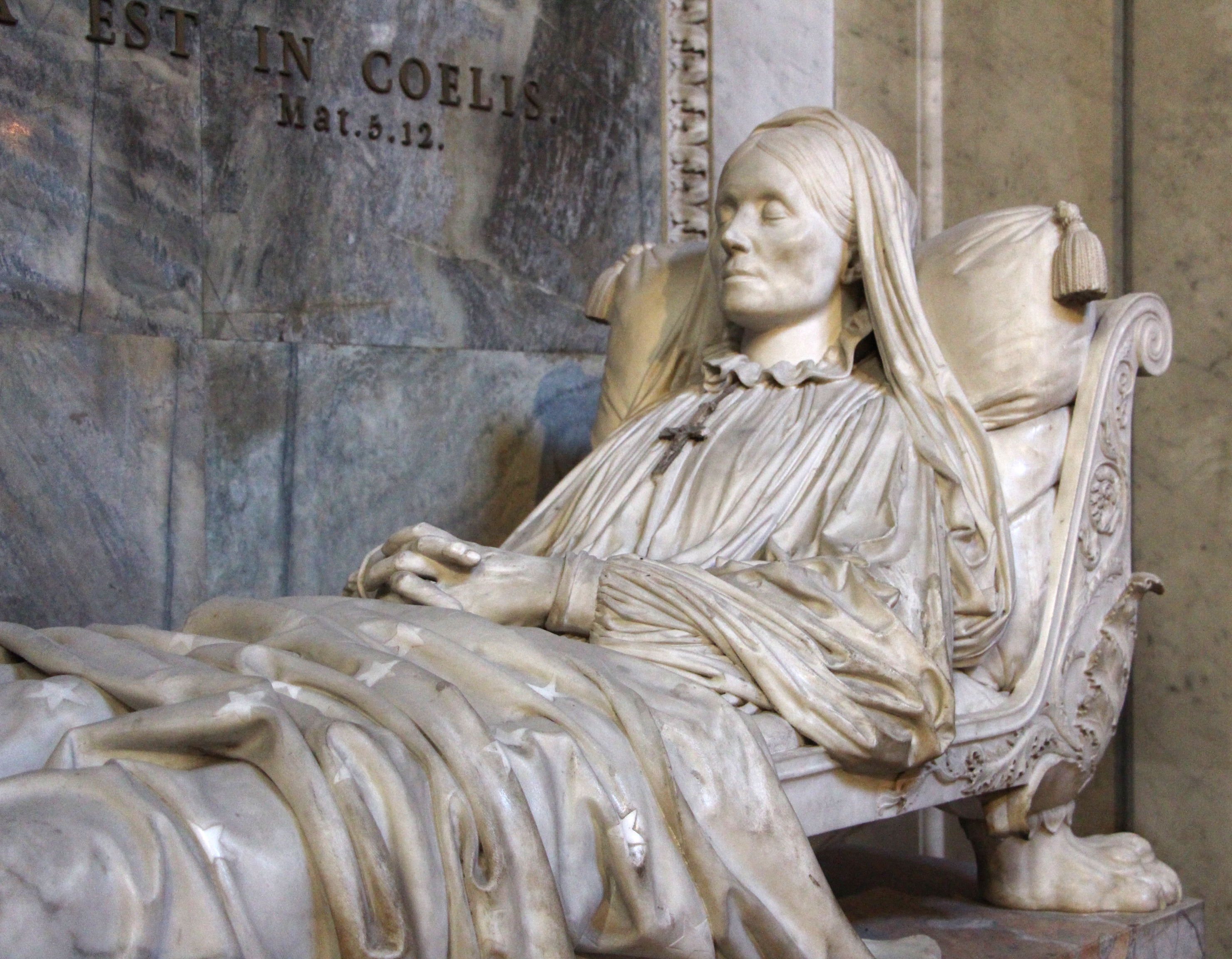
Pomnik Z. Zamoyskiej  Bartoliniego
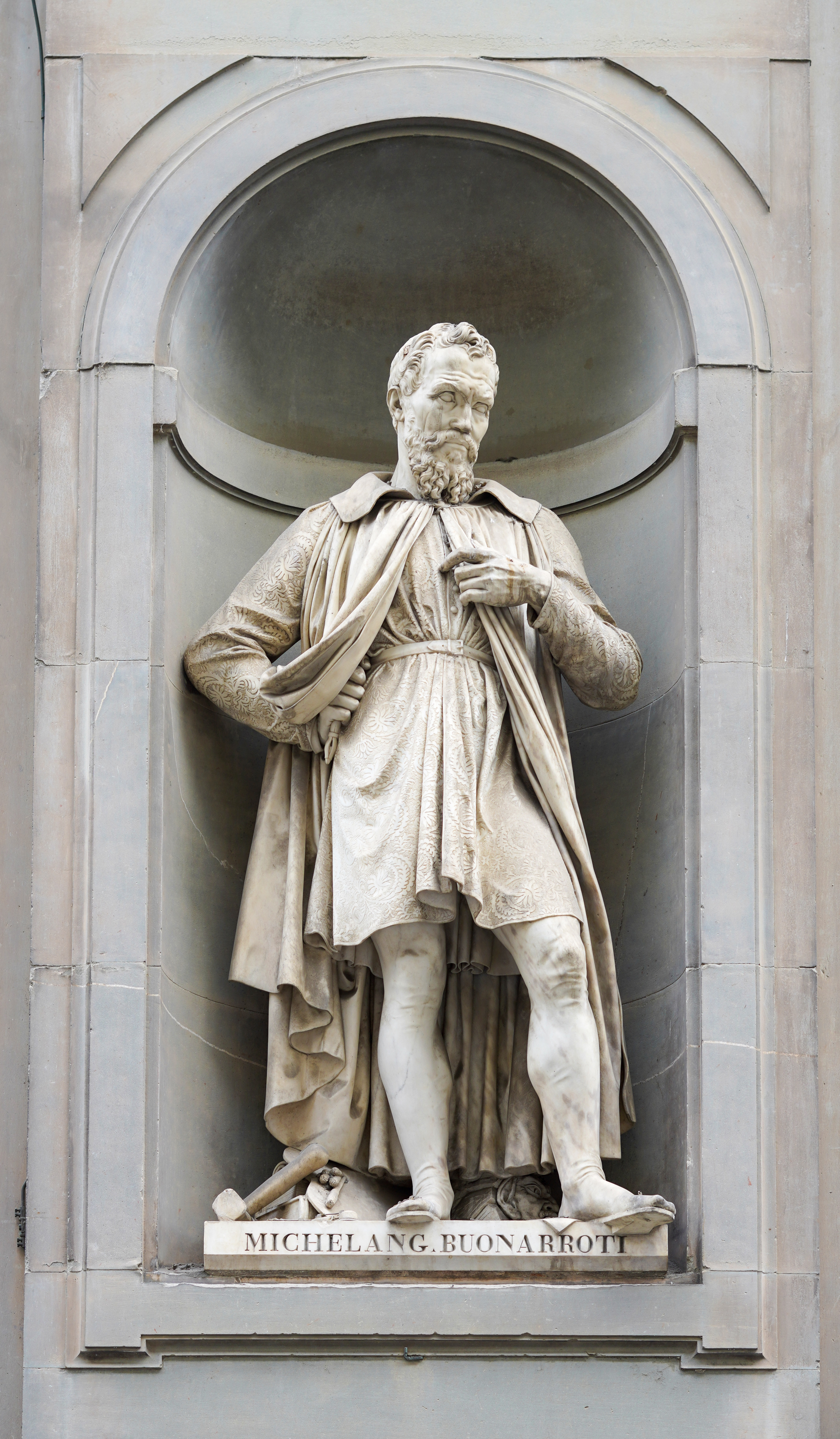
Michał Anioł Santarellego
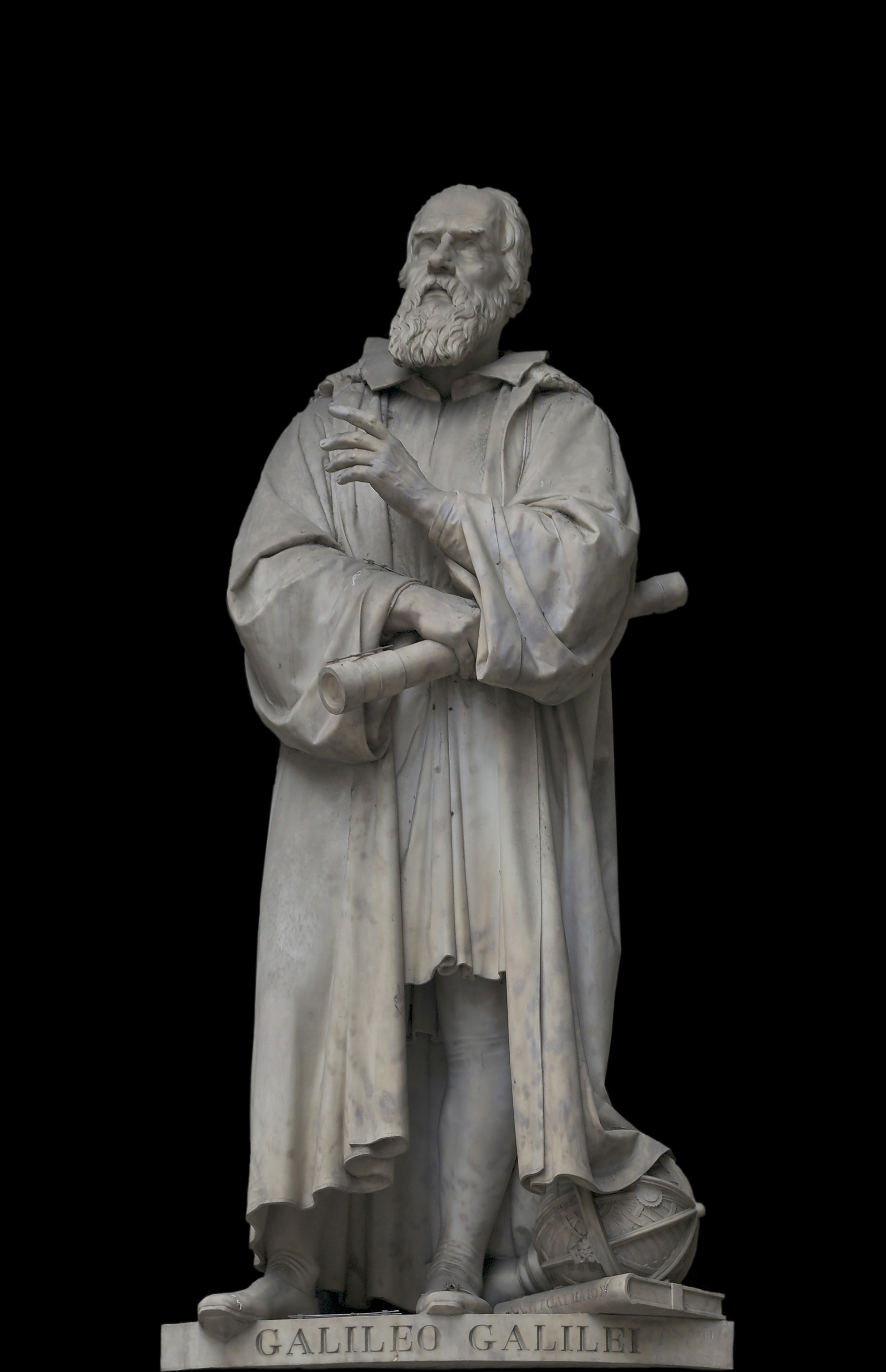
Galileusz Costolego
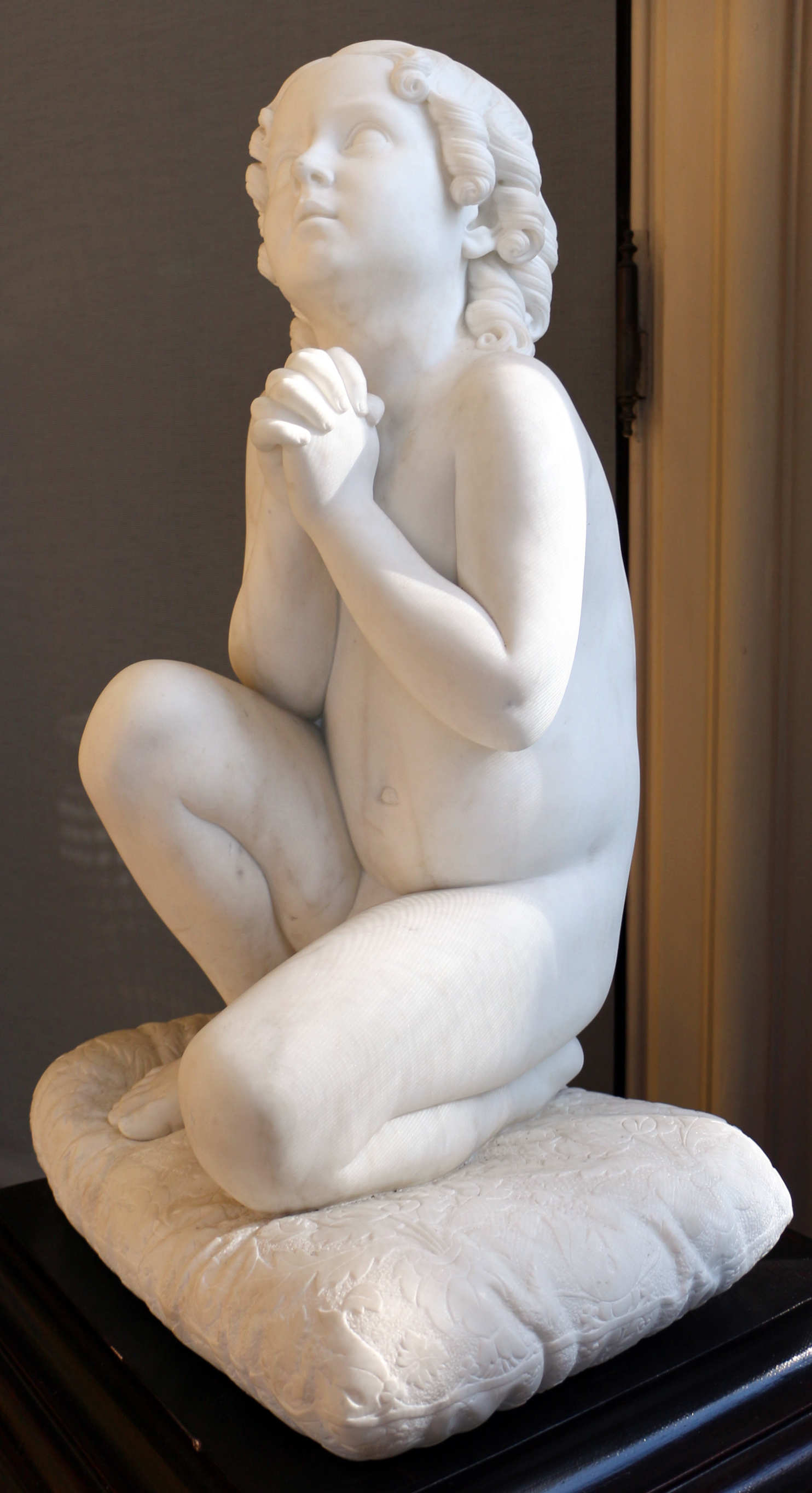
Modlące się dziecko Pampaloniego
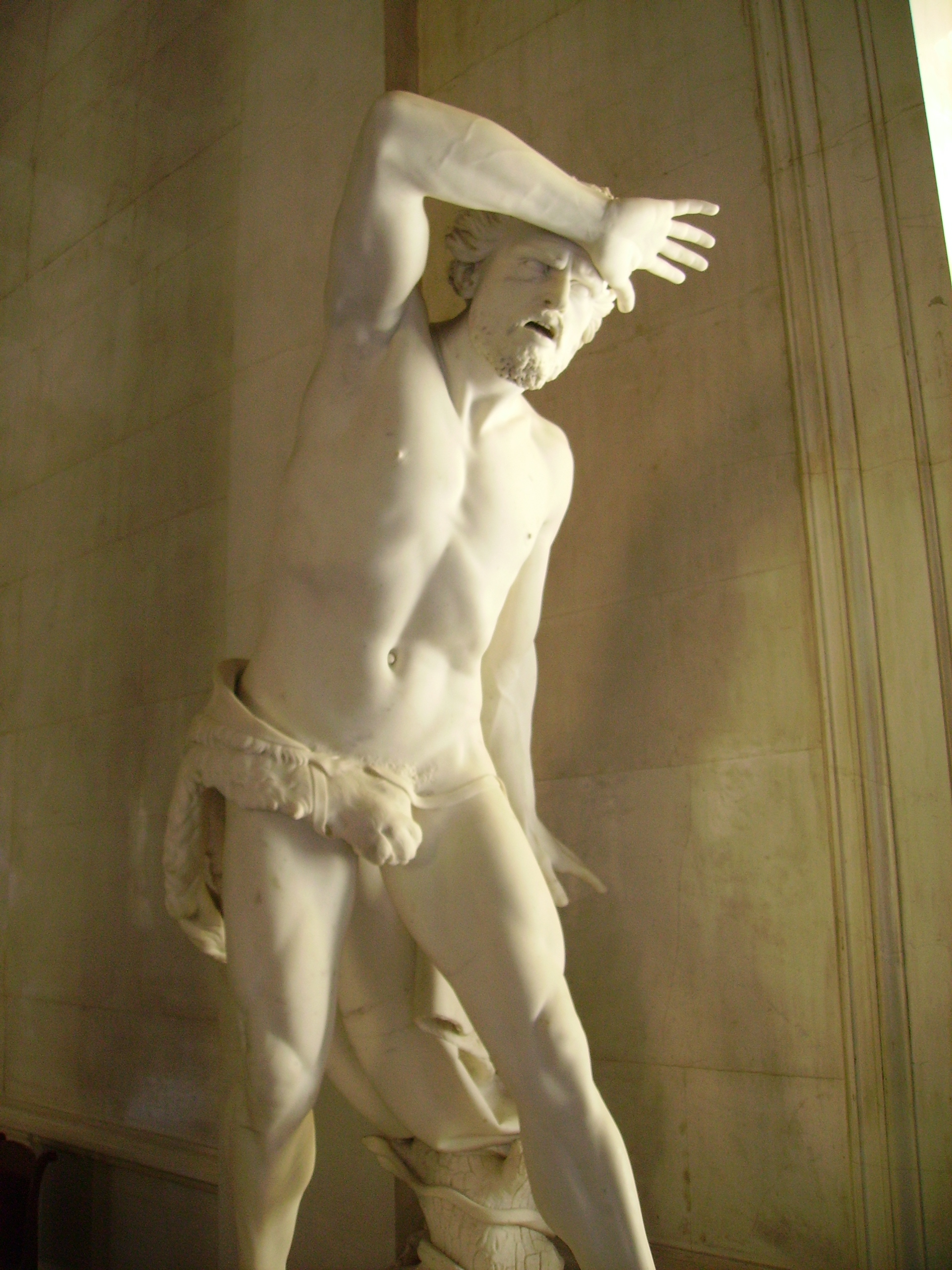
Kain Dupré'go
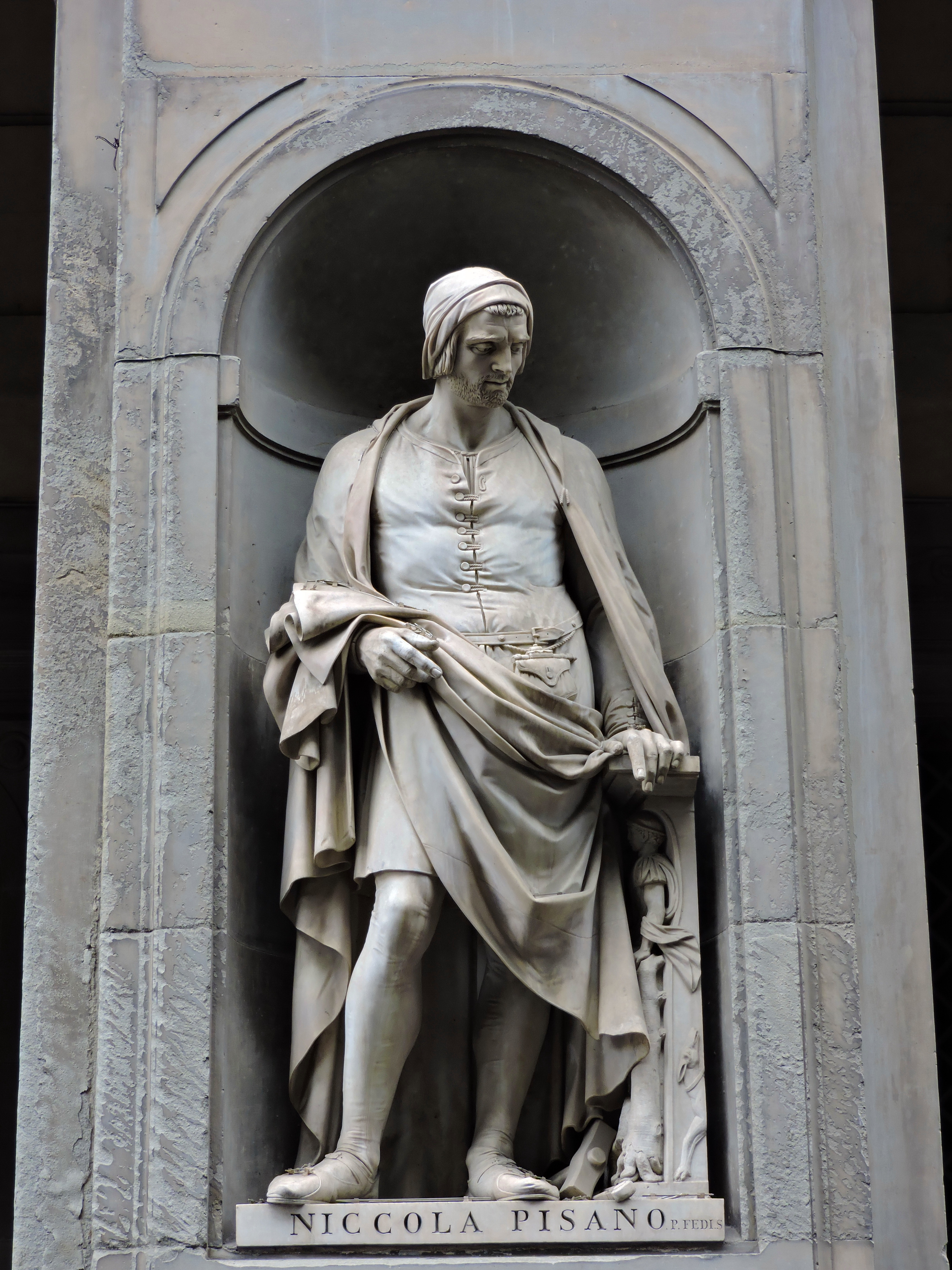
Nicola Pisano Fediego